# Ciudad Bolívar
Ciudad Bolívar – miasto we wschodniej Wenezueli, nad rzeką Orinoko, stolica stanu Bolívar, licząca 478,9 tys. mieszkańców (2010).
Miasto zostało założone w 1595 i nadano mu wówczas nazwę Santo Tomé de Guayana. Nazwę zmieniono w 1846 na cześć Simóna Bolivara. W mieście znajduje się port lotniczy Tomas de Heres.